# 펠로폰네소스반도

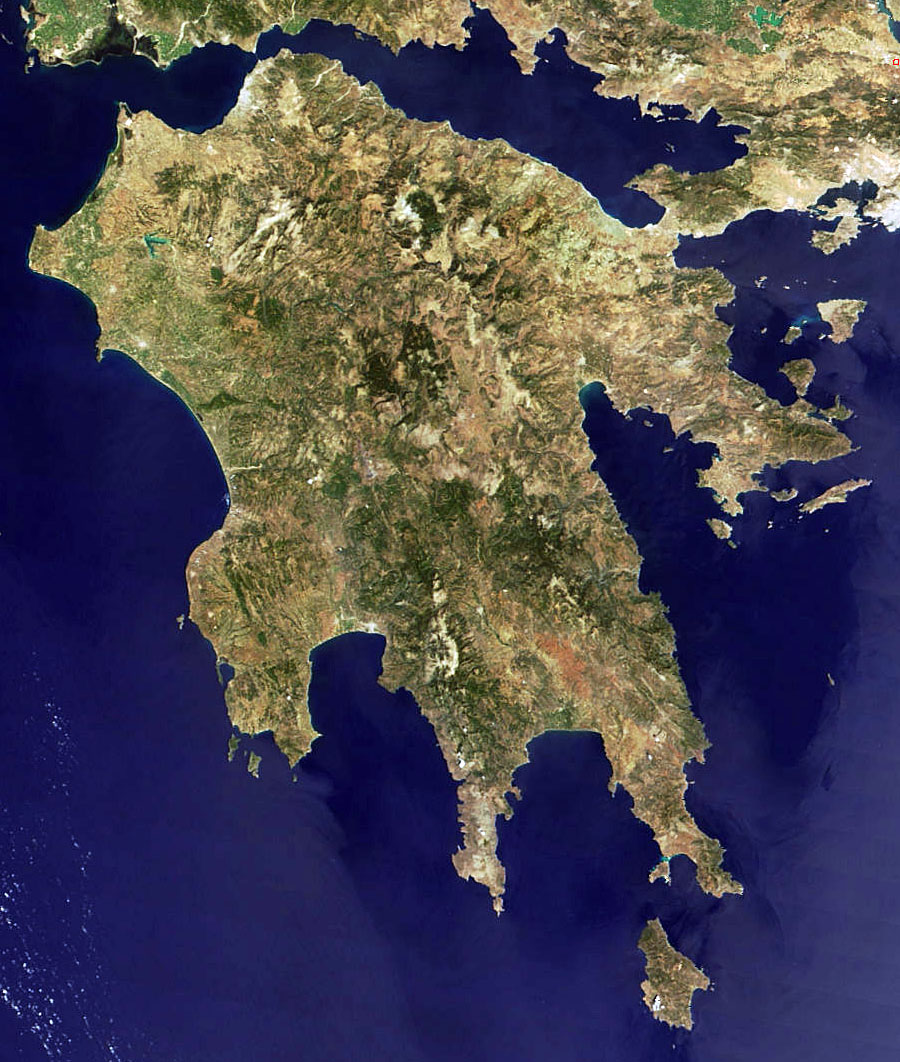
위성 사진

펠로폰네소스반도(그리스어: Πελοπόννησος)는 중세에는 모레아반도(그리스어: Μωρέας 또는 Μωριάς, 알바니아어: More, 프랑스어: Morée, 이탈리아어: Morea)라고 불렀다. 펠로폰네소스반도는 그리스 남부의 반도로 면적은 21,549{\displaystyle km^{2}}이며, 동서.남북에 길이는 다같이 250km이다. 또 전통적인 그리스의 지역 가운데 한 곳이기도 하다. 그리스 본토와 더불어 코린토스만을 이루며, 본토와 이어지는 코린토스 지협에는 코린토스 운하가 건설되어 있다. 현대 그리스에서 펠로폰네소스반도는 세 개의 주로 구획되는데 대부분은 펠로폰네소스주이고, 나머지는 서그리스주와 아티키주이다.

## 명칭
펠로폰네소스는 펠롭스의 섬이라는 뜻으로 초기 그리스인들이 이 지역을 섬으로 본데서 기인한다. 펠롭스는 탄탈로스의 아들이자 제우스의 손자로 올림피아에서는 건겅한 체육인들의 아버지로 추앙받았다. 중세에 그리스를 정복했던 베네치아인들은 펠로폰네소스반도가 뽕나무 잎사귀와 흡사하다고 하여 이곳을 모레아(뽕나무)반도라고 불렀다.

## 현
- 아르카디아현
- 아르골리다현
- 코린티아현 (코린토스 운하 동쪽에 있는 아이 테오도리시와 루트라키-페라호라 대부분 지역은 제외)
- 라코니아현
- 메시니아현
- 아하이아현
- 일리아현
- 피레아스현 (피레아스현 가운데 메타나시, 트리지나시, 그리고 포로스시 일부)

## 지리
펠로폰네소스반도는 면적이 약 21,549 km2이며, 그리스 본토의 남부 끝부분을 이룬다. 1893년 코린토스 운하가 개통되어 기술적으로 이 반도는 섬으로 볼 수 있다. 반도와 그리스 본토를 잇는 지점이 두 곳 있는데, 한 곳은 코린토스 지협이고, 다른 하나는 리오-안티리오 다리(2004년 완공)이다.
펠로폰네소스반도는 내륙은 산지이며, 해안은 굴곡이 심하다. 타이게토스산이 가장 높은 곳이다. 펠로폰네소스반도에는 남쪽으로 향한 네 곳의 반도가 있는데, 메시니아, 마니반도, 말레아곶, 그리고 반도 북동쪽 끝에 뻗은 아르골리다반도가 바로 그것이다.
펠로폰네소스 해안에는 동쪽의 아르골리다-사로니코스 제도와 서쪽의 이오니아 제도 이렇게 두 군도가 있다. 키티라섬은 반도 남쪽의 말레아곶 쪽에 있지만, 훨씬 북쪽에 있는 이오니아 제도의 일부로 여겨진다.

## 같이 보기
- 델마바반도
- 김포반도
- 삼호읍